# سغوان
سغوان (به عربی: سغوان) یک شهرداری در الجزایر است که در استان مدیه واقع شده‌است. سغوان ۷٬۵۹۹ نفر جمعیت دارد.